# Ministère fédéral de l'Intérieur (Autriche)
Pour les articles homonymes, voir Ministère fédéral de l'Intérieur.
Le ministère fédéral de l'Intérieur (en allemand : Bundesministerium für Inneres, BMI) est le département ministériel responsable de la sécurité intérieure et des élections fédérales d'Autriche.
Il est dirigé depuis le 6 décembre 2021 par le conservateur Gerhard Karner.

## Fonctions

### Compétences
Le ministère est compétent en matière de sécurité publique, de contrôle des frontières de l'État, d'organisation et de fonctionnement des services de la police fédérale, d'état civil, de citoyenneté, d'organisation des élections, référendums et plébiscites, de municipalités et intercommunalités, de fondations et de service civil.

### Organisation
Le ministère s'organise entre les sections suivantes : 
- Section I : Présidium (Präsidium) ;
- Section II : Direction générale de la Sécurité publique (Generaldirektion für die öffentliche Sicherheit) ;
- Section III : Droit (Recht) ;
- Section IV : Services (Service)) ;
- Section V : Étrangers (Fremdenwesen)).

## Histoire
L'office d'État pour l'Intérieur est constitué en 1918, après l'éclatement de l'Autriche-Hongrie, mais il fusionne dès l'année suivante avec le ministère de l'Enseignement pour former l'office d'État pour l'Intérieur et l'Enseignement. Après l'instauration de la loi constitutionnelle fédérale en 1920, le département prend le nom de ministère fédéral de l'Intérieur et de l'Enseignement, avant d'être intégré en 1923 dans la chancellerie fédérale, où il reste jusqu'en 1938.
En 1945, après la fin de la Seconde Guerre mondiale, le ministère fédéral de l'Intérieur est rétabli.

## Titulaires depuis 1945
| Nom | Nom                  | Dates du mandat | Dates du mandat | Parti | Gouvernement(s)                |
| --- | -------------------- | --------------- | --------------- | ----- | ------------------------------ |
|     | Franz Honner         | 27/04/1945      | 20/12/1945      | KPÖ   | Renner                         |
|     | Oskar Helmer         | 20/12/1945      | 12/05/1959      | SPÖ   | Figl I, II et III Raab I et II |
|     | Josef Afritsch       | 16/07/1959      | 20/11/1962      | SPÖ   | Raab III et IV Gorbach I       |
|     | Franz Olah           | 27/03/1963      | 21/09/1964      | SPÖ   | Gorbach II Klaus I             |
|     | Hans Czettel         | 21/09/1964      | 25/10/1965      | SPÖ   | Klaus I                        |
|     | Franz Hetzenauer     | 19/04/1966      | 19/01/1968      | ÖVP   | Klaus II                       |
|     | Franz Soronics       | 19/01/1968      | 03/03/1970      | ÖVP   | Klaus II                       |
|     | Otto Rösch           | 21/04/1970      | 08/06/1977      | SPÖ   | Kreisky I, II et III           |
|     | Erwin Lanc           | 08/06/1977      | 24/04/1983      | SPÖ   | Kreisky III et IV              |
|     | Karl Blecha          | 24/05/1983      | 02/02/1989      | SPÖ   | Sinowatz Vranitzky I et II     |
|     | Franz Löschnak       | 02/02/1989      | 06/04/1995      | SPÖ   | Vranitzky II, III et IV        |
|     | Caspar Einem         | 06/04/1995      | 20/01/1997      | SPÖ   | Vranitzky IV et V              |
|     | Karl Schlögl         | 28/01/1997      | 04/02/2000      | SPÖ   | Klima                          |
|     | Ernst Strasser       | 04/02/2000      | 11/12/2004      | ÖVP   | Schüssel I et II               |
|     | Liese Prokop         | 22/12/2004      | 31/12/2006      | ÖVP   | Schüssel II                    |
|     | Günther Platter      | 11/01/2007      | 01/07/2008      | ÖVP   | Gusenbauer                     |
|     | Maria Fekter         | 01/07/2008      | 21/04/2011      | ÖVP   | Gusenbauer Faymann I           |
|     | Johanna Mikl-Leitner | 21/04/2011      | 10/04/2016      | ÖVP   | Faymann I et II                |
|     | Wolfgang Sobotka     | 10/04/2016      | 18/12/2017      | ÖVP   | Faymann II Kern                |
|     | Herbert Kickl        | 18/12/2017      | 22/05/2019      | FPÖ   | Kurz I                         |
|     | Eckart Ratz          | 22/05/2019      | 03/06/2019      | Sans  | Kurz I                         |
|     | Wolfgang Peschorn    | 03/06/2019      | 07/01/2020      | Sans  | Bierlein                       |
|     | Karl Nehammer        | 07/01/2020      | 06/12/2021      | ÖVP   | Kurz II Schallenberg           |
|     | Gerhard Karner       | 06/12/2021      | En fonction     | ÖVP   | Nehammer Stocker               |